# 녹

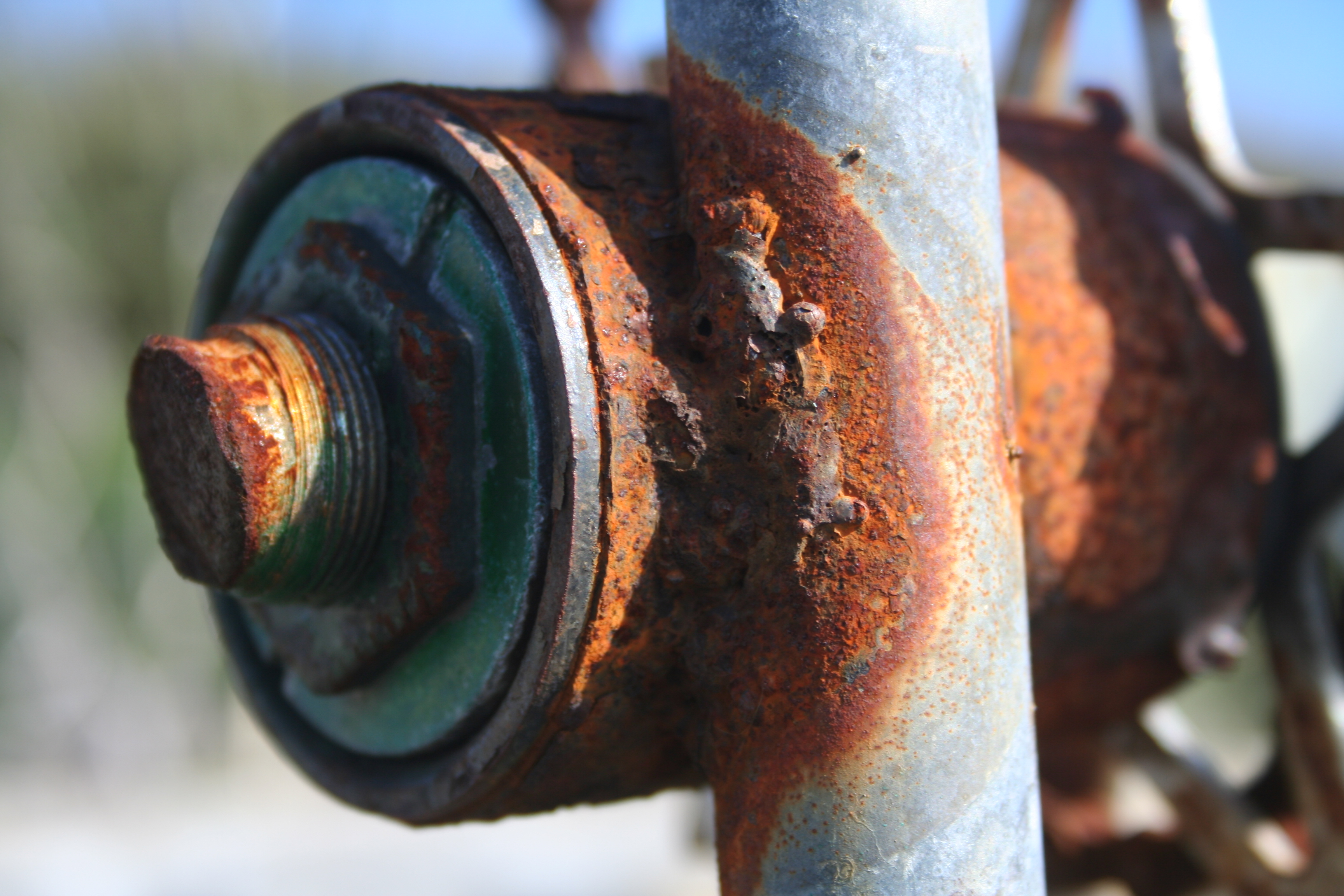
녹의 한 예

녹(綠, 영어: rust)은 일련의 산화 철을 가리키는 용어이다. 이 용어는 실생활에서 빨간 빛깔의 산화물에 해당하는데 이것은 물이나 습기가 있어서 산소와 쇠가 반응하여(산화 작용으로) 만들어진다. 그러나 산소가 없는 곳에서 쇠가 염소와 반응하여도 녹이 슬 수 있으며, 또 물 속 콘크리트 기둥에 쓰이는 철근도 초록 빛깔의 녹을 낸다. 어떠한 종류의 녹은 시각적으로나 분광학적으로 구분할 수 없는 것도 있으며 이러한 녹은 다른 환경에서 만들어진다. 녹은 산화 철(III)(Fe2O3·nH2O)와 산화 철 수산화물(FeO(OH), Fe(OH)3)로 이루어져 있다. 충분한 시간과 산소, 그리고 물이 주어지면 어떠한 쇠 덩어리도 끝내 녹에 모두 덮여 분해될 수 있다.
녹은 쇠, 또 쇠의 합금인 강철의 부식을 말하는 데 쓰이는 일반적인 용어이다. 금속은 똑같이 부식을 겪지만 산화물이 나온다고 하여 무조건 녹이라고 부르지는 않는다.

## 화학 반응
녹은 철 또는 철을 함유한 일부 합금이 장기간 산소와 습기에 노출될 때 발생하는 철의 산화물과 수산화물 복합체의 일반적인 이름이다. 시간이 지남에 따라 산소는 금속과 결합하여 녹이라고 불리는 새로운 화합물을 형성한다. 녹은 일반적으로 "산화"로 지칭될 수 있지만, 이 용어는 훨씬 더 일반적이며 반응의 일부로 전자 손실 또는 산화 상태 증가와 관련된 수많은 과정을 설명한다. 이러한 반응 중 가장 잘 알려진 반응은 산소와 관련되어 있으므로 "산화"라는 이름이 붙었다. "녹"과 "녹슬다"라는 용어는 철과 그 결과물의 산화만을 의미한다. 철을 포함하지 않거나 녹을 생성하지 않는 다른 많은 산화 반응이 존재한다. 그러나 철이나 철을 함유한 합금만이 녹슬 수 있다. 그러나 다른 금속도 비슷한 방식으로 부식될 수 있다.
부식 과정의 주요 촉매제는 물이다. 철이나 강철 구조물은 단단한 것처럼 보일 수 있지만 물 분자는 노출된 금속의 미세한 구멍과 균열을 관통할 수 있다. 물 분자에 존재하는 수소 원자는 다른 원소와 결합하여 산을 형성할 수 있으며, 이로 인해 결국 더 많은 금속이 노출된다. 바닷물의 경우처럼 염화물 이온이 존재하면 부식이 더 빨리 일어날 가능성이 높다. 한편, 산소 원자는 금속 원자와 결합하여 파괴적인 산화물 화합물을 형성한다. 원자가 결합하면 금속이 약해지고 구조가 부서지기 쉽고 부서지기 쉽다.

## 예방
철강 제품의 광범위한 사용과 중요성으로 인해 녹을 예방하거나 늦추는 것은 다양한 전문 기술의 주요 경제 활동의 기초이다.
녹은 공기와 물에 투과성이 있으므로 녹층 아래의 내부 금속 철은 계속 부식된다. 따라서 녹 방지에는 녹 형성을 방지하는 코팅이 필요하다.

## 처리
전기 분해를 통해 작은 철 또는 강철 물체의 녹 제거는 수돗물에 용해된 세척 소다로 구성된 전해질로 채워진 플라스틱 양동이, 용액에 수직으로 매달린 철근과 같은 간단한 재료를 사용하여 가정 작업장에서 수행할 수 있다. 양극, 물체를 매달기 위한 지지대 역할을 하기 위해 버킷 상단에 배치된 또 다른 양극, 수평 철근에서 용액에 물체를 매달기 위한 베일 와이어, 양극 단자가 고정되는 전원으로 사용되는 배터리 충전기 양극에 연결하고 음극 단자는 음극이 되는 처리 대상 물체에 고정된다.
녹은 녹과 결합하는 탄닌산이나 인산을 함유한 녹 변환기로 알려진 상용 제품으로 처리할 수 있다. 구연산, 식초와 같은 유기산이나 더 강한 염산으로 제거된다. 또는 일부 상업용 제형이나 심지어 당밀 용액에서와 같이 킬레이트제로 제거된다.

## 경제적 영향
녹은 철 기반 도구 및 구조물의 성능 저하와 관련이 있다. 녹은 원래의 철 덩어리보다 부피가 훨씬 크기 때문에 녹이 쌓이면 인접한 부품이 강제로 분리되어 고장이 발생할 수도 있다. 이러한 현상은 때때로 "녹 패킹"이라고 알려져 있다. 이는 1983년 미아누스강 교량 붕괴의 원인이었는데, 이때 베어링 내부가 녹슬고 도로 슬래브의 한쪽 모서리가 지지대에서 밀려났다.
녹은 1967년 웨스트버지니아에서 발생한 실버 브릿지 참사에서 중요한 요인이었다. 당시 철제 현수교가 1분도 안 되어 붕괴되어 교량에 있던 운전자와 승객 46명이 사망했다. 펜실베니아의 킨주아 다리(Kinzua Bridge)는 2003년 토네이도로 인해 무너졌다. 그 이유는 구조물을 지면에 고정하는 중앙 베이스 볼트가 녹슬어 다리가 중력에 의해서만 고정되었기 때문이다.
철근 콘크리트도 녹 손상에 취약하다. 콘크리트로 피복된 강철 및 철의 부식이 확대되어 발생하는 내부 압력으로 인해 콘크리트가 파손되어 심각한 구조적 문제가 발생할 수 있다. 이는 철근 콘크리트 교량 및 건물의 가장 일반적인 문제 중 하나이다.

## 병
녹이 생긴 쇠의 닿이거나 찔릴 경우 파상풍, 쇳독이 생길 수 있다. 이에 인한 사고를 예방을 위해 예방접종을 하기도 한다.

## 같이 보기
- 부식
- 파상풍